# Polygonum breviarticulatum
Polygonum breviarticulatum är en slideväxtart som beskrevs av Karl Heinz Rechinger. Polygonum breviarticulatum ingår i släktet trampörter, och familjen slideväxter. Inga underarter finns listade i Catalogue of Life.